# 蔡国权
蔡國權（英語：Terence Choi Kwok Kuen，1953年12月26日—），香港創作男歌手，蔡也是一位可以一手包辦作詞、作曲甚至编曲的音樂人，也是香港少數專門創作小調歌曲的唱作歌手之一。代表作有包括《不應再猶豫》、《不裝飾你的夢》、《順流逆流》，2008年獲頒再生會十大再生勇士選舉「傑出生命勇士」獎。

## 背景
蔡國權在香港出生長大，早年就讀瑪利諾中學，是該校1971年的中五畢業生。在校時是童軍成員，又會自學彈奏結他和參與樂隊活動。中五畢業後，他曾在李福樹會計師事務所任職會計員，與陳茂波為同事。及後也任職酒店和銀行員工。蔡國權當時於晚上會花時間到的士高及酒廊當歌手。考慮到體力的問題，他決定於1980年代初發展音樂事業。適逢獲得賞識，他便在一間音樂公司從事音樂製作。由監製到創作音樂，經理人林振業（Lal Dayaram，即LAL爺）因為欣賞蔡的才華而推薦他到唱片公司試音，結果於1981年出道，與寶麗金唱片簽了五年合約。蔡國權早於1970年代已經組織地下樂隊，直至1980年代才活躍起來。出道初期，他以改編歌曲《童年》及原創作品《不應再猶豫》為人所熟悉。之後作品相當多，代表作有《花之戀》、《不裝飾你的夢》、《懷念你一世紀》、《天意人心》等等，其中為徐小鳳所寫的《順流逆流》更成為經典作品之一，並獲得1986年第八屆香港十大中文金曲頒獎禮最佳填詞獎，是當時榮獲此獎項的唯一一位創作歌手。截至1986年為止，蔡獲得了三張金唱片與一張白金唱片的銷量紀錄。
他於1985年在伊利沙伯體育館開了兩場個人演唱會，1987年則在紅磡體育館舉行個人演唱會，羅文和林憶蓮為其中兩位嘉賓。同年為了增加知名度而跟無綫電視簽下兩年歌手合約，兩年後轉簽藝員約，直至1997年約滿。1990年於大專會堂舉辦一場迷你演唱會答謝歌迷，兩年後推出《聽說愛會是精彩》專輯後便轉型為幕後音樂人，專注於創作、監製等工作。曾移居加拿大生活。他原本打算在2002年復出，並計劃在翌年（即2003年）推出新專輯並開其第二次大型個人演唱會。卻在2002年11月13日下午四時半，於廣東東莞發生交通意外受傷，腦部嚴重受創，導致出現腦退化症及創傷後柏金遜症，須乘坐輪椅，而且說話有障礙。2005年更患上腦萎縮，至今尚未完全康復。一眾曾和他合作過的歌手於2006年3月27日在香港文化中心舉辦《群星匯聚關懷蔡國權金曲夜》，為他籌募醫藥費。對於車禍的法律責任賠償問題，香港高等法院於2010年7月裁定涉事司機只需要負上八成的賠償責任。現在蔡國權正在院舍居住。
雖然蔡國權於28歲才推出其首支歌曲，但並非最高齡的樂壇新人。比他更年長的同期樂壇新人，包括盧冠廷（32歲；1983年推出個人處女作《天鳥》）及林敏驄（1981年以填詞人出道，1987年28歲推出首支原創歌曲《自妳去後》）。

## 音樂作品

### 個人專輯
| 專輯 # | 專輯名稱       | 專輯類型   | 發行公司   | 發行日期   | 曲目 |
| ------ | -------------- | ---------- | ---------- | ---------- | --- |
| 1      | 蔡國權         | 大碟       | 寶麗金唱片 | 1982年     | 曲目 1. 海底针 2. 我心未冷 3. 夢 4. 小天地 5. 蒼天的安排 6. 考試考試 7. 常在我身邊 8. 一張俏臉 9. 偶然 10. 心中的秘密 11. 不應再猶豫 12. 童年 |
| 2      | 在你耳邊唱     | 大碟       | 寶麗金唱片 | 1983年8月  | 曲目 1. 是誰在我耳邊唱 2. 追憶 3. 六指琴魔 4. 天天在等你 5. 不想再逗留 6. 成長的代價 7. 寒傲似冰 8. 想起你 9. 讓我飛 10. 小角色 11. 放膽唱 |
| 3      | 再見也許不再會 | 大碟       | 寶麗金唱片 | 1984年     | 曲目 1. 再見也許不再會 2. 回到我身邊 3. 你話過 4. 願我還是我 5. 誤闖新戰圈 6. 風中勁草（譚詠麟合唱） 7. 影子與我 8. 歌聲背後 9. 一首苦歌 10. 苦惱嘅玩意 11. 奇異的生物 |
| 4      | 一生愛您一個   | 大碟       | 寶麗金唱片 | 1985年2月  | 曲目 1. 一生愛你一個 2. 車廂歲月 3. 六日愛七天 4. 飄渺 5. 無心快語 6. 吉人天相 7. 愛戀時候 8. 樂韻表心事 9. 面龐的探訪 10. 新的指引 11. 固執 |
| 5      | 蔡國權85精選   | 新歌加精選 | 寶麗金唱片 | 1985年     | 曲目 1. 我的愛神 2. 無心快語 3. 追憶 4. 不應再猶豫 5. 長夜 6. 是誰在我耳邊唱 7. 海底針 8. 愛情傀儡 9. 一生愛您一個 10. 寒傲似冰 11. 童年 12. 歌聲背後 13. 再見也許不再會 |
| 6      | 風中暖流       | 大碟       | 寶麗金唱片 | 1985年12月 | 曲目 1. 風中暖流 2. 不裝飾你的夢 3. 留空的位置 4. 誰最愛你 5. 未寄出的信 6. 不敢說的說 7. 每篇愛詩（露雲娜合唱） 8. 放聲Crying 9. 午夜看海 10. Sayonara 11. 酸酸的眼睛 |
| 7      | 燃亮的火炬     | EP         | 寶麗金唱片 | 1986年     | 曲目 1. 燃亮我 2. 火炬行動 3. 想念你 4. 友情 |
| 8      | 愛的獨白       | 大碟       | 寶麗金唱片 | 1986年     | 曲目 1. 傷心一吻 2. 愛的獨白 3. 衝出這空間 4. 情難捨 5. 理髮店 6. 堆夢 7. 漏電 8. 別這樣傻 9. 我的志願 10. 就此分手 11. 盡訴心中情 |
| 9      | 夢的預言       | 大碟       | 寶麗金唱片 | 1987年1月  | 曲目 1. 用手走路 2. 原因 3. 五十年不變 4. 順流逆流 5. 飄忽的愛 6. 無依的憂鬱 7. 避寒 8. 夢的預言 9. 恕難從命 10. 亮了紅燈 |
| 10     | 蔡國權精選     | 新歌加精選 | 寶麗金唱片 | 1987年11月 | 曲目 1. 人牆 2. 夏日終結的戀人 3. 不裝飾你的夢 4. 用手走路 5. 愛的獨白 6. 誰最愛你 7. 星夜 8. 風中暖流 9. 原因 10. 堆夢 11. 夢的預言 12. 燃亮我 13. 友情 |
| 11     | 投向未來       | 大碟       | 寶麗金唱片 | 1988年9月  | 曲目 1. 最後的一班渡輪 2. 衝破萬重浪 3. 天地情 4. 創作我的歌 5. 零散驟雨 6. 只有你 7. 荒涼的街角 8. 投向未來 9. 嘆息橋 10. 一走了之 |
| 12     | 懷念你一世紀   | 新歌加精選 | 寶麗金唱片 | 1990年2月  | 曲目 1. 懷念你一世紀 2. 人牆 3. 不裝飾你的夢 4. 無心快語 5. 寒傲似冰 6. 創作我的歌 7. 擠熄的煙頭 8. 星夜 9. 不應再猶豫 10. 再見也許不再會 11. 是誰在我耳邊唱 12. 順流逆流 13. 最後的一班渡輪 |
| 13     | 聽說愛會是精彩 | 大碟       | 寶麗金唱片 | 1992年2月  | 曲目 1. 聽說愛會是精彩 2. 夢裡可是誰 3. 物質愛情 4. 世事如棋 5. 最後一次 6. 從來沒怪你別離 7. 天意人心 8. 烽煙情焰 9. 真情推銷員 10. 夕陽細雨 11. Make A Wish Over You |
| 14     | 不裝飾你的夢   | 精選       | 寶麗金唱片 | 1997年8月  | 曲目 1. 不裝飾你的夢 2. 用手走路 3. 衝破萬重浪 4. 歎息橋 5. 寒傲似冰 6. 無心快語 7. 不應再猶豫 8. 風中暖流 9. 海底針 10. 再見也許不再會 11. 夢裡可是誰 12. 愛情傀儡 13. 童年 14. 歌聲背後 15. 人牆 |
| 15     | 創作我的歌32首 | 精選       | 寶麗金唱片 | 1998年     | 曲目 Disc 1 1. 天意人心 2. 烽煙情焰 3. 不裝飾你的夢 4. 用手走路 5. 最後的一班渡輪 6. 海底針 7. 再見也許不再會 8. 我心未冷 9. 無心快語 10. 人牆 11. 創作我的歌 12. 長夜 13. 物質愛情 14. 天地情 15. 從來沒怪你別離 16. 星夜 Disc 2 1. 堆夢 2. 不應再猶豫 3. 寒傲似冰 4. 風中勁草（譚詠麟合唱） 5. 是誰在我耳邊唱 6. 順流逆流 7. 童年 8. 歌聲背後 9. 一張俏臉 10. 夢的預言 11. 想起你 12. 夢裡可是誰 13. 成長的代價 14. 小角色 15. 追憶 16. 原因 |
| 16     | 天意人心       | 精選       | 寶麗金唱片 | 1998年     | 曲目 1. 天意人心 2. 懷念你一世紀 3. 寒傲似冰 4. 風中勁草 5. 創作我的歌 6. 追憶 7. 想念你 8. 無心快語 9. 是誰在我耳邊唱 10. 最後的一班渡輪 11. 情難捨 12. 世事如棋 13. 愛的獨白 14. 盡訴心中情 |
| 17     | 環球真經典系列 | 精選       | 寶麗金唱片 | 2001年6月  | 曲目 1. 寒傲似冰 2. 不裝飾你的夢 3. 再見也許不再會 4. 不應再猶豫 5. 風中勁草（譚詠麟合唱） 6. 童年 7. 愛情組曲（張學友 / 鐘鎮濤合唱） 8. 是誰在我耳邊唱 9. 順流逆流 10. 世事如棋 11. 懷念你一世紀 12. 長夜 13. 愛到濃時（張淑玲合唱） 14. 追憶 15. 無心快語 16. 天意人心 |
| 18     | 完美先生       | 新歌加精選 | 環球唱片   | 2004年9月  | 曲目 Disc 1 1. 讓我假設有你 2. 自誇 3. 花之戀 4. 完美先生 5. 不裝飾你的夢 6. 風中勁草（譚詠麟合唱） 7. 順流逆流 8. 寒傲似冰 9. 如夢初醒 10. 一切也願意 Disc 2 1. 是誰在我耳邊唱 2. 冬（徐小鳳主唱） 3. 亮了紅燈 4. 不應再猶豫（譚詠麟主唱） 5. 愛情組曲（張學友 / 鐘鎮濤合唱） 6. 再戀（黃凱芹主唱） 7. 醉人的一晚（李克勤主唱） 8. 世事如棋 9. 真假情話（關淑怡主唱） 10. 飄忽的愛（露雲娜主唱） 11. 童年 12. 恕難從命（張學友主唱） 13. 創造命運（譚詠麟主唱） 14. 長夜 15. 真金不怕熊爐火（許冠傑主唱） 16. 香江暖流（徐小鳳主唱） 17. 再見也許不再會 |

## 原創歌曲
1982年
- 蔡國權 - 海底針（曲、編、監）
- 蔡國權 - 我心未冷（曲、詞、編、監）
- 蔡國權 - 蒼天的安排（曲、詞、編、監）
- 蔡國權 - 考試考試（曲、編、監）
- 蔡國權 - 偶然（曲、編、監）
- 蔡國權 - 不應再猶豫（曲、詞、編、監）

1983年
- 蔡國權 - 是誰在我耳邊唱（曲、編、監）
- 蔡國權 - 六指琴魔（曲、編、監）
- 蔡國權 - 不想再逗留（曲、編、監）
- 蔡國權 - 成長的代價（曲、詞、編、監）
- 蔡國權 - 寒傲似冰（曲、詞、編、監）
- 蔡國權 - 想起你（曲、編、監）
- 蔡國權 - 讓我飛（曲、詞、編、監）
- 譚詠麟、蔡國權 - 風中勁草（曲、編、監）
- 關正傑 - 愛的細訴（曲）
- 杜麗莎 - 窗（曲、詞）
- 彭健新 - 絆腳石（曲、詞、編、監）

1984年
- 蔡國權 - 再見也許不再會（曲、詞、編、監）
- 蔡國權 - 回到我身邊（曲、編、監）
- 蔡國權 - 你話過（曲、編、監）
- 蔡國權 - 願我還是我（曲、編、監）
- 蔡國權 - 誤闖新戰圈（曲、編、監）
- 蔡國權 - 影子與我（曲、編、監）
- 蔡國權 - 歌聲背後（曲、編、監）
- 蔡國權 - 一首苦歌（曲、詞、編、監）
- 蔡國權 - 苦惱嘅玩意（曲、編、監）
- 蔡國權 - 奇異的生物（曲、詞、編、監）
- 譚詠麟 - 亮了紅燈（曲）
- 譚詠麟 - 創造命運（曲）
- 徐小鳳 - 順流逆流（曲、詞）
- 陳潔靈 - 你曾經對人說（曲、詞）
- 蔣麗萍 - 忘年雨（曲）
- 王雅文 - 窗前夜雨（曲、詞、監）
- 林姍姍 - 心事難明（曲、編、監）
- 林姍姍 - 門外那是誰（曲）
- 泰迪羅賓 - 她（曲、詞、編、監）

1985年
- 蔡國權 - 六日愛七天（曲、編、監）
- 蔡國權 - 飄渺（曲、詞、編、監）
- 蔡國權 - 無心快語（詞）
- 蔡國權 - 吉人天相（曲、編、監）
- 蔡國權 - 樂韻表心事（曲、編、監）
- 蔡國權 - 面龐的探訪（曲、編、監）
- 蔡國權 - 新的指引（曲、編、監）
- 蔡國權 - 風中暖流（曲、編、監）
- 蔡國權 - 不裝飾你的夢（曲、編、監）
- 蔡國權 - 留空的位置（曲、編、監）
- 蔡國權 - 不敢說的話（曲、編、監）
- 蔡國權 - 放聲Crying（詞）
- 蔡國權 - 酸酸的眼睛（曲、編、監）
- 蔡國權 - 錯誤的美夢（詞）
- 譚詠麟 - 問（曲、詞、監）
- 鍾鎮濤 - 曾經（曲、監）[註 3]
- 露雲娜 - 飄忽的愛（曲、詞、監）
- 林憶蓮 - 無聲約會
- 彭健新 - 應該不應該（曲、詞）
- 蔣麗萍 - 情信
- 盧業瑂 - 願
- 葉振棠 - 光陰的痕跡（曲、詞）
- 許冠傑 - 真金不怕熊爐火（曲、詞）
- 徐小鳳 - 冬（曲、詞）
- 張學友 - 恕難從命
- 關菊英 - 今天再擁有
- 陳嘉玲 - 願你說一句
- 袁潔瑩 - 一千個陽光晚上
- 開心少女組 - 你愛他，他愛你
- 鄧麗盈 - 戀愛幻覺

1986年
- 蔡國權 - 燃亮我（曲、監）
- 蔡國權 - 火炬行動（曲、監）
- 蔡國權 - 想念你（曲、監）
- 蔡國權 - 愛的獨白
- 蔡國權 - 衝出這空間
- 蔡國權 - 情難捨
- 蔡國權 - 堆夢（曲、詞）
- 蔡國權 - 別這樣傻
- 蔡國權 - 盡訴心中情（曲、詞）
- 陳慧嫻 - 六月某天（曲、詞）
- 徐小鳳 - 字條
- 徐小鳳 - 香江暖流
- 張學友 - 自己的路

1987年
- 蔡國權 - 用手走路（曲、編、監）
- 蔡國權 - 原因（曲、詞、編、監）
- 蔡國權 - 五十年不變（曲、編、監）
- 蔡國權 - 無依的憂鬱（曲、詞、編、監）
- 蔡國權 - 避寒（曲、詞、編、監）
- 蔡國權 - 夢的預言（曲、編、監）
- 蔡國權 - 人牆（曲、編、監）
- 蔡國權 - 星夜（曲、詞、編、監）
- 黃凱芹 - 自成一派
- 彭健新 - 可知我認真（詞）
- 羅文 - 浪人

1988年
- 蔡國權 - 最後一班渡輪（曲、詞）
- 蔡國權 - 衝破萬重浪（詞）
- 蔡國權 - 天地情（詞）
- 蔡國權 - 創作我的歌（曲、詞）[註 4]
- 蔡國權 - 零散驟雨
- 蔡國權 - 荒涼的街角
- 蔡國權 - 歎息橋（曲、詞）
- 呂珊 - 新的一篇
- 黃凱芹 - 再戀
- 方麗盈 - 霧夜痴情（曲、詞）

1989年
- 蔡國權 - 閃出每分光[註 5]
- 蔡國權 - 懷念妳一世紀（曲、詞）
- 杜德偉 - One More Night
- 劉德華 - 愛逝難離（曲、詞）
- 關淑怡 - 疑惑（曲、詞）
- 林姍姍 - 只要你關心（曲、詞）
- 徐小鳳 - 某夜（詞）
- 徐小鳳 - 一縷情絲（曲、詞、與劉以達聯合監製）
- 麥偉豪 - 還是算了吧！
- 文佩玲 - 知音千個

1990年
- 李克勤 - 醉人的一晚
- 蔡國權 - 擠熄的煙頭（曲、詞）
- 蔡國權 - 天意人心[註 6]
- 蔡國權 - 烽煙情燄（曲、詞）
- 溫兆倫 - 心內全是愛
- 鄺美雲 - 情緣（曲、詞）
- 關淑怡 - 患難建真情（曲、詞）
- 譚詠麟 - 離別心曲（曲、詞）
- 黎明 - 真摰（詞）
- 徐小鳳 - 自己的角色（曲、詞）
- 周影 - 某個秋天
- 鄭瑞芬 - 易燃的晚上

1991年
- 沈殿霞、鄭欣宜 - I Love You（詞）
- 沈殿霞 - 光輝的挑戰
- 沈殿霞 - 化敵為友（曲、詞、監）
- 溫碧霞 - 蒼天不許（曲、詞）
- 劉美君 - 錯便錯到底
- 黎明 - 我終失去你（曲、詞）
- 譚詠麟 - 幫我、欺騙我（曲、詞）
- 關淑怡 - 一切也願意

1992年
- 蔡國權 - 聽說愛會是精彩
- 蔡國權 - 夢裡可是誰
- 蔡國權 - 物質愛情
- 蔡國權 - 最後一次
- 蔡國權 - 從來沒有怪妳別離（曲、詞）
- 蔡國權 - 真情推銷員
- 蔡國權 - 夕陽細雨
- 蔡國權 - Make A Wish Over You[註 7]
- 甄楚倩 - 玫瑰花瓣（曲、詞）
- 劉小慧 - 驚夢
- 蔡興麟 - 我的心仍然被她佔領（曲、詞）
- 湯寶如 - 愛你不易
- 何詠琳 - 圖書館之戀
- 溫碧霞 - 飛花（曲）

1993年
- 湯寶如 - 偷戀
- 鄭嘉穎 - 我是一個不懂傾訴的對象（曲）
- 黎明、黎瑞恩 - 一家笑口
- 關淑怡 - 真假情話（曲、詞）

1994年
- 劉小慧 - 就算世事風氣轉......（曲、詞）
- 黎姿 - 如此這般的愛情故事（曲、詞）
- 湯寶如 - 沒有回憶的冬季（曲）
- 湯寶如 - 越難越愛你
- 黎瑞恩 - 造夢
- 馬浚偉 - 無敵大鐵人（編）
- 關淑怡 - 贖罪

1995年
- 吳倩蓮 - 不是壞女人（曲）
- 彭羚 - 如夢初醒
- 譚詠麟、黎明 - 星之歌（詞）

1996年
- 譚詠麟、陳慧嫻 - 活得瀟灑（曲、詞）
- 陳秀雯 - 一生只一次（詞）
- 陳秀雯 - 艷陽
- 張信哲 - 我應該走
- 周慧敏 - 為你（曲、詞）

1997年
- 譚詠麟 - 不必待你這麼好（曲、詞）

1998年
- 譚詠麟 - 酒後吐真言（曲、詞）
- 關淑怡 - 心全蝕（曲、詞）

2001年
- 譚詠麟 - 回贈（曲、詞、編、監）
- 譚詠麟 - 日落時份（曲、詞、編、監）

2002年
- EO2 - 普通朋友

2004年
- 蔡國權 - 讓我假設有你（曲、詞、編、監）
- 蔡國權 - 自誇（曲、詞、編、監）
- 蔡國權 - 花之戀（曲、詞、編、監）
- 蔡國權 - 完美先生（曲、詞、編、監）

- 2011年：玉樹地震一週年歌集－《手連心》（監製）

## 派台歌曲成績
| 派台歌曲成績   | 派台歌曲成績   | 派台歌曲成績 | 派台歌曲成績 | 派台歌曲成績 | 派台歌曲成績 | 派台歌曲成績                                                                          |
| -------------- | -------------- | ------------ | ------------ | ------------ | ------------ | ------------------------------------------------------------------------------------- |
| 唱片           | 歌曲           | 903          | RTHK         | 997          | TVB          | 備註                                                                                  |
| 1983年         |                |              |              |              |              |                                                                                       |
| 在你耳邊唱     | 是誰在我耳邊唱 |              | 1            |              |              | 首支冠軍歌                                                                            |
| 1984年         |                |              |              |              |              |                                                                                       |
| 再見也許不再會 | 再見也許不再會 |              | 1            |              |              |                                                                                       |
| 一生愛你一個   | 無心快語       |              | 1            |              |              | OT：George Michael ~ Careless Whisper 同曲曲目：梅艷芳 ~ 夢幻的擁抱 / 甄妮 ~ 忍痛說謊 |
| 1985年         |                |              |              |              |              |                                                                                       |
| 蔡國權85精選   | 愛情傀儡       |              | 1            |              |              |                                                                                       |
| 鍾鎮濤         | 愛情組曲       |              | /            |              |              | 與張學友、鍾鎮濤合唱                                                                  |
| 風中暖流       | 不裝飾你的夢   |              | /            |              |              |                                                                                       |
| 1986年         |                |              |              |              |              |                                                                                       |
| 愛的獨白       | 愛的獨白       |              | 6            |              | -            |                                                                                       |
| 愛的獨白       | 別這樣傻       |              | /            |              | -            |                                                                                       |
| 1987年         |                |              |              |              |              |                                                                                       |
| 夢的預言       | 原因           |              | /            |              | 5            | T.V.B.劇集《工字打出頭》主題曲                                                        |
| 夢的預言       | 用手走路       |              | 4            |              | 5            | 香港樂壇第一首描述「港女」現象的歌曲                                                  |
| 蔡國權精選     | 夏日終結的戀人 |              | /            |              | 7            | OT：Chage & Aska ~ 指環が泣いた                                                       |
| 蔡國權精選     | 人牆           |              | /            |              | 7            |                                                                                       |
| 1988年         |                |              |              |              |              |                                                                                       |
| 蔡國權精選     | 星夜           | /            | /            |              | 8            | T.V.B.劇集《時來運到》主題曲                                                          |
| 投向未來       | 創作我的歌     | 17           | /            |              | -            |                                                                                       |
| 投向未來       | 衝破萬重浪     | 13           | 5            |              | 5            | OT：Santa Esmeralda （页面存档备份，存于） ~ Don't Let Me Be Misunderstood            |
| 投向未來       | 最後的一班渡輪 | 5            | /            |              | 9            |                                                                                       |
| 1990年         |                |              |              |              |              |                                                                                       |
| 懷念你一世紀   | 懷念你一世紀   | 10           | /            |              | /            |                                                                                       |
| 聽說愛會是精彩 | 烽煙情燄       | 19           | -            |              | /            | TVB劇集《燃燒歲月》插曲                                                               |
| 1992年         |                |              |              |              |              |                                                                                       |
| 聽說愛會是精彩 | 夢裡可是誰     | 25           | /            |              | /            | TVB劇集《龍的天空》插曲                                                               |
| 聽說愛會是精彩 | 聽說愛會是精彩 | 16           | -            |              | /            |                                                                                       |

| 903 | RTHK | 997 | TVB | 備註              |
| 0   | 4    | 0   | 0   | 三台冠軍歌總數：4 |

## 演出作品

### 電視劇（無綫電視）
- 1990年：《零點出擊》飾 施　正
- 1991年：《三八佳人》飾 何國樑
- 1992年：《龍的天空》飾 汪大洋
- 1992年：《出位江湖》飾 入定禪師
- 1992年：《愛生事家庭》飾 方世強
- 1993年：《壹號皇庭II》飾 梁醫生
- 1993年：《九彩霸王花》飾 佘喜
- 1994年：《CATWALK俏佳人》飾 郭世昌
- 1995年：《O記實錄》飾 陳　桂
- 1996年：《O記實錄II》飾 陳　桂

### 電視劇（香港電台）
- 1994年：《屋簷下：家有一老》 （页面存档备份，存于）

### 電影
- 1986年：我的愛神
- 1986年：冒牌大賊

### 節目主持（無綫電視）
- 1993年：《大江南北》（江蘇省特輯）
- 1994年：《寰宇風情》（奥地利特輯）

### 節目主持（其他）
- 1989年：《沙龍金曲巡禮》（珠江經濟廣播電台）[20]

## 外部連結
- 《花之戀》 （页面存档备份，存于）